# Республика Белуджистан
Респу́блика Белуджиста́н (белудж. جمہوری جمہوری بلوچستان) — непризнанное государство в Южной Азии, провозглашённое 14 мая 2025 года.
Территория составляет 347 190 км², население — 14 894 402 человек. Столица — Кветта. Государственные языки — белуджский и английский.

## Этимология
Название происходит от региона Белуджистан, народ которого борется на независимость и создание своего государства.

## История
В апреле—мае 2025 года активисты движения за свободный Белуджистан во время Конфликта в Белуджистане объявило о независимости и создании своей республики. В самом Белуджистане хештэг #RepublicOfBalochistan стал вирусным, и люди часто стали ставить его под своими видеороликами. Лидеры движения заявили, что народ белуджей годами терпел угнетения со стороны Пакистана, и сказали, что их не спрашивали, хотят ли они быть частью Пакистана. В итоге активисты подписали декларацию о независимости Белуджистана, и обратились к международному сообществу признать новое государство, а в итоге попросили Организацию Объединенных Наций ввести миротворческий контенгент для обеспечения безопасности белуджам. Это движение нашло отклик у белуджского населения, многие представители которого разочарованы многолетней маргинализацией. В нескольких районах, где белуджское население составляет большинство, в том числе в городах Кветта, Гвадар и Сиби, вспыхнули общественные протесты с требованием отделения от Пакистана. 

#### Реакция Пакистанского правительства
Пакистан который долгое время утверждал что Белуджистан неотъемлемая его часть, пригрозил сепаратистам подавить их силой. Правительство Пакистана назвало сепаратистов «террористами» и заявили, что войска Пакистана проводившие военные операции против сепаратистов ранее, начнут наращивать силу. Из-за всего этого проекты Пакистана и Китая попали по угрозу. Порт Гвадар, стратегически расположенный в Белуджистане, является ключевым компонентом Китайско-пакистанского экономического корридора, многомиллиардного инфраструктурного проекта, цель которого - связать западные регионы Китая с Аравийским морем. 

#### Реакция Китая
Китай, как союзник Пакистана заинтересован в стабильности региона, для успешного окончание совместных проектов. Нестабильность, вызванная сепаратистами ставит по угрозу практически все проекты в регионе, как например порт Гвадар через который проходят китайские товары на мировой рынок. Правительство Китая также выразило обеспокоенность возможностью возникновения в регионе более широкой волны сепаратистских движений, которая дестабилизирует Пакистан и подорвёт экономические и геополитические интересы Китая в Южной Азии. В ответ на это заявление Китай вновь заявил о своей поддержке территориальной целостности Пакистана.

#### Реакция мирового сообщества
Правозащитные организации давно документируют многочисленные нарушения прав человека в регионе, включая насилие, внесудебные казни и т.д. В связи с этим Индия поддержала повстанцев, из-за губернатор Белуджистана Сайед Захур Ахмад прозвал повстанцев марионетками Индии, в связи с конфликтом с Индией. Однако большинство стран отказались вмешиваться и предложили мирный подход к урегулированию.